# Паскуале, Джованни
Джова́нни Паскуа́ле (итал. Giovanni Pasquale; род. 5 января 1982[…], Венария-Реале, Пьемонт) — итальянский футболист, защитник.

## Карьера
Паскуале — воспитанник «Интернационале». Дебютировал в Серии А 6 октября 2002 в матче с «Пьяченцей». Долгое время он считался одним из самых перспективных итальянских защитников, на него возлагали большие надежды в «Интере», но Паскуале их не оправдывал. С каждым сезоном он получал все меньше игровой практики, и в 2005 году клуб отдал его в аренду «Сиене», а в 2006 году — «Парме». Следующие два сезона Паскуале провёл в составе «Ливорно», где стал игроком основы, проведя за клуб 63 матча. В 2008 году был приобретен «Удинезе» за 2,5 миллиона евро.

## Сборная
Сыграл 5 матчей за молодежную сборную Италии.
В 2003 году попал в заявку основной сборной, но на поле так и не вышел.

## Достижения
- Победитель Кубка Италии: 2005